# 大廠区
大廠区（だいしょう-く）は中華人民共和国南京市にかつて存在した市轄区。

## 歴史
1980年、六合県より分割設置された。2002年に廃止となり、管轄区域は六合区に編入された。